# Lijst van voetbalinterlands Brunei - Sri Lanka
Deze lijst van voetbalinterlands is een overzicht van alle officiële voetbalinterlands tussen de nationale teams van Brunei en Sri Lanka. De landen hebben tot nu toe vijf keer tegen elkaar gespeeld. De eerste ontmoeting, een groepswedstrijd tijdens de AFC Challenge Cup 2006, vond plaats in Chittagong (Bangladesh) op 2 april 2006. Het laatste duel, een vriendschappelijke wedstrijd, werd gespeeld op 5 juni 2025 in Bangkok (Thailand).

## Wedstrijden
| № | Plaats              | Datum        | Competitie                          | Wedstrijd          | Uitslag |
| - | ------------------- | ------------ | ----------------------------------- | ------------------ | ------- |
| 1 | Chittagong          | 2 april 2006 | AFC Challenge Cup 2006              | Sri Lanka − Brunei | 1 − 0   |
| 2 | Colombo             | 4 april 2009 | AFC Challenge Cup 2010 kwalificatie | Sri Lanka − Brunei | 5 − 1   |
| 3 | Bandar Seri Begawan | 8 juni 2024  | Vriendschappelijk                   | Brunei − Sri Lanka | 1 − 0   |
| 4 | Bandar Seri Begawan | 11 juni 2024 | Vriendschappelijk                   | Brunei − Sri Lanka | 1 − 0   |
| 5 | Bangkok             | 5 juni 2025  | Vriendschappelijk                   | Sri Lanka − Brunei | 1 − 0   |

## Samenvatting
| Competitie                     | Totaal gespeeld | Winst Brunei | Gelijk | Winst Sri Lanka | Doelsaldo Brunei – Sri Lanka |
| ------------------------------ | --------------- | ------------ | ------ | --------------- | ---------------------------- |
| AFC Challenge Cup              | 1               | 0            | 0      | 1               | 0 − 1                        |
| AFC Challenge Cup-kwalificatie | 1               | 0            | 0      | 1               | 1 − 5                        |
| Vriendschappelijk              | 3               | 2            | 0      | 1               | 2 − 1                        |
| Totaal                         | 5               | 2            | 0      | 3               | 3 − 7                        |

Wedstrijden bepaald door strafschoppen worden, in lijn met de FIFA, als een gelijkspel gerekend.
NFABD
Bermuda ·
Bhutan ·
Cambodja ·
China ·
Filipijnen ·
Hongkong ·
India ·
Indonesië ·
Japan ·
Jemen ·
Laos ·
Libanon ·
Macau ·
Malediven ·
Maleisië ·
Mongolië ·
Myanmar ·
Nepal ·
Oost-Timor ·
Pakistan ·
Rusland ·
Singapore ·
Sri Lanka ·
Tadzjikistan ·
Taiwan ·
Thailand ·
Vanuatu ·
Verenigde Arabische Emiraten ·
Zuid-Korea
FSL ·
A-internationals ·
Sri Lankaans vrouwenelftal
Afghanistan ·
Bahrein ·
Bangladesh ·
Bhutan ·
Brunei ·
Cambodja ·
China ·
DDR ·
Filipijnen ·
Guam ·
Hongkong ·
India ·
Indonesië ·
Irak ·
Iran ·
Japan ·
Jemen ·
Jordanië ·
Kirgizië ·
Laos ·
Libanon ·
Macau ·
Malediven ·
Maleisië ·
Mongolië ·
Myanmar ·
Nepal ·
Noord-Korea ·
Oezbekistan ·
Oman ·
Pakistan ·
Palestina ·
Papoea-Nieuw-Guinea ·
Qatar ·
Saoedi-Arabië ·
Seychellen ·
Singapore ·
Soedan ·
Syrië ·
Tadzjikistan ·
Taiwan ·
Thailand ·
Turkmenistan ·
Verenigde Arabische Emiraten ·
Vietnam ·
Zuid-Korea